# Thập tự Thánh Georgy
Thập tự Thánh Georgy (tiếng Nga: Георгиевский крест) là một huân chương nhà nước của Liên bang Nga. Được thành lập bởi Đế quốc Nga, với tên gọi chính thức ban đầu là Ban thưởng quân sự Thánh Georgy từ năm 1807 đến năm 1913. Năm 1992, Huân chương Thập tự Thánh Georgy đã được phục hồi vào hệ thống giải thưởng của Nga.

## Lịch sử 1807–1917
Được thành lập trong sắc lệnh tháng 2 năm 1807 của Sa hoàng Aleksandr I, nó được dự định như một phần thưởng cho "lòng dũng cảm không thể khuất phục" cho các binh sĩ cấp thấp (binh lính, thủy thủ và hạ sĩ quan) trong quân đội. Điều 4 của sắc lệnh đã yêu cầu huân chương được treo trên dải băng giống như của Huân chương Thánh Georgy. Huân chương chỉ có một bậc duy nhất và không hạn chế số lượng trao tặng.
Người đầu tiên được trao tặng Thập tự Thánh Georgy là một hạ sĩ quan kỵ binh tên là Yegor Ivanovich Mitrokhin. Ông đã nhận được giải thưởng xuất sắc trong trận chiến chống lại quân Pháp tại Friedland vào ngày 2 tháng 6 năm 1807.
Một sắc lệnh hoàng gia năm 1856 đã phân lại huân chương thành 4 bậc, thấp nhất là bậc 4 và dần được thăng lên các bậc cao hơn khi có những thành tích mới. Một người ban đầu nhận được hạng thứ tư và sau đó sẽ được thăng lần lượt lên các bậc cao hơn. Người nào nhận được tất cả bốn bậc được gọi là "Kỵ sĩ chính thức của Thánh Georgy". Các Thập tự bậc I và II được làm bằng vàng, bậc III và IV được làm bằng bạc. Các số bậc này được khắc ở mặt sau của Thập tự.
Một sắc lệnh hoàng gia năm 1913 đã chính thức hóa tên "Thập tự Thánh Georgy". Năm 1915, do chiến tranh thiếu thốn, các Thập tự bậc I và II được làm bằng vàng loại thấp hơn (60% vàng, 39,5% bạc, 0,5% đồng). Bậc III và IV được sản xuất bằng bạc 99%. Đã có 26.950 Thập tự bậc I (№ 5531 đến № 32,840) và 52,900 Thập tự bậc II (65.030 đến 12.131) được sản xuất bằng vàng cấp thấp. Số lượng xấp xỉ Thập tự Thánh Georgy được trao từ năm 1914 đến năm 1917 thống kê như sau:
- Bậc I - 33.000
- Bậc II - 65.000
- Bậc III - 289.000
- Bậc IV - 1,2 triệu

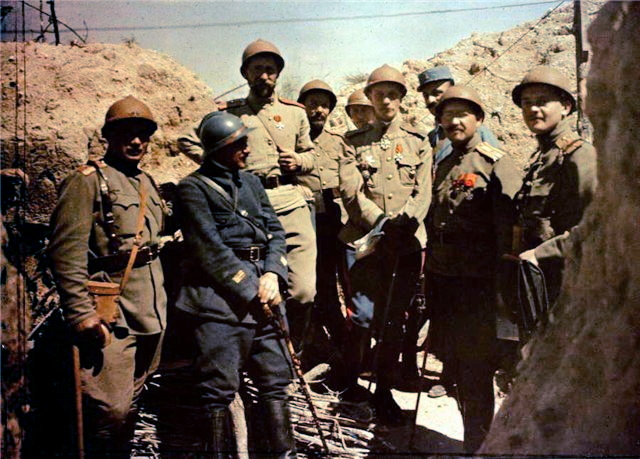
Những người lính thuộc Lực lượng Viễn chinh Nga tại Pháp, giữa năm 1916, hai người đeo Thập tự Thánh Georgy.

Ngày 10 tháng 9 năm 1916, Hội đồng Bộ trưởng tối cao đã chấp thuận một sự thay đổi đối với Thập tự Thánh Georgy, loại bỏ vàng và bạc khỏi việc chế tạo nó. Họ bắt đầu đúc những cây thánh giá làm bằng "kim loại vàng" (tiếng Nga «ЖМ») và "kim loại trắng" (tiếng Nga «БМ»). Thập tự bậc I và II được làm bằng kim loại màu vàng có các chữ cái "ЖМ" phía trên số sê-ri, bậc III và IV làm bằng kim loại màu trắng có chữ "БМ" phía trên số sê-ri. Thống kê như sau:
- Hạng 1 JM 10.000 - № 32.481 đến № 42.480
- Hạng 2 JM 20.000 - № 65.031 đến № 85.030
- Hạng 3 BM 49.500 - № 289.151 đến № 338.650
- Hạng 4 BM 89,000 - № 1,210,151 đến № 1,299,150

Năm 1917, Chính phủ lâm thời đã thay đổi quy chế của Thập tự, cho phép trao thưởng cho các sĩ quan cấp thấp. Với các huân chương như vậy, một nhành nguyệt quế bằng bạc đã được dán vào dải băng. Thập tự Thánh Georgy đã bị bãi bỏ sau Cách mạng Nga năm 1917, và Huân chương Vinh quang đã thay thế vai trò của Thập tự Thánh Goergy trong Kỷ nguyên Xô Viết.

## Phục hồi năm 1992

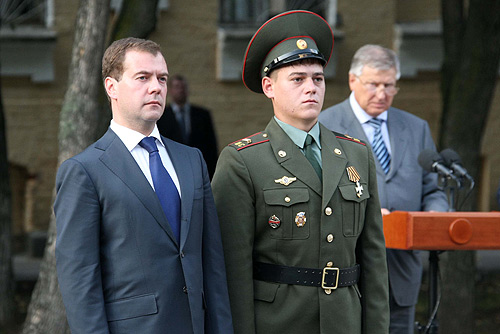
Tháng 8 năm 2008, Tổng thống Nga Dmitry Medvedev với một thượng sĩ vừa được trao Thập tự Thánh Georgy hạng 4.

Sau khi Liên Xô tan rã, Thập tự Thánh Georgy đã được phục hồi theo Quyết định của Xô viết Tối cao Liên bang Nga № 2557-I ngày 20 tháng 3 năm 1992. Tiêu chí giải thưởng của nó đã được sửa đổi hai lần, lần đầu tiên vào ngày 8 tháng 8 năm 2000 bởi Nghị định của Tổng thống 1463 và gần đây nhất là bởi Sắc lệnh của Tổng thống 1099 ngày 7 tháng 9 năm 2010.
Thập tự Thánh Georgy được trao tặng cho binh lính, thủy thủ, hạ sĩ quan và sĩ quan sơ cấp vì những chiến công và sự xuất sắc trong trận chiến bảo vệ Tổ quốc, cũng như những chiến công và sự xuất sắc trong trận chiến trên lãnh thổ của các quốc gia khác duy trì hoặc khôi phục hòa bình và an ninh quốc tế với những thể hiện dũng cảm, sự cống hiến và kỹ năng quân sự được công nhận. Được trao thưởng tuần tự trong bốn hạng từ hạng tư đến hạng nhất cho những hành động dũng cảm tiếp theo.
Lễ trao giải thưởng phục hồi đầu tiên diễn ra vào tháng 8 năm 2008 cho những người lính thể hiện lòng dũng cảm và chủ nghĩa anh hùng trong cuộc xung đột vũ trang ở Nam Ossetia. Vào ngày hôm đó, Tổng thống Nga Dmitry Medvedev đã Thập tự Thánh Georgy hạng 4 cho 11 binh sĩ và trung sĩ đã thể hiện lòng dũng cảm và chủ nghĩa anh hùng được thể hiện khi thực hiện nghĩa vụ quân sự. Ngoài ra, có 263 binh sĩ khác cũng được trao Thập tự Thánh Georgy để hiển thị sự khác biệt trong chiến dịch Gruzia.

## Mô tả giải thưởng
Thập tự Thánh Georgy hiện đại hầu như giống hệt với phiên bản thời Đế quốc Nga. Nó là một pattée chữ thập rộng 34mm được đeo ở phía bên trái của ngực cùng với các huân huy chương khác, mặt sau chính giữa Thập tự mang hình ảnh mặt phải của Thánh Georgy trên lưng ngựa giết chết con rồng. Mặt sau của huy chương chính giữa có chữ lồng "СГ" theo ký tự Kirin. Mặt sau của hai cánh chữ thập bên trái mang số thứ tự của giải thưởng, cánh trái có chữ "N" in nổi ở cực trái. Hạng của Thập tự được in nổi trên mặt sau của cánh chữ thập dưới, "1-я степ" cho hạng 1, "2-я степ" cho hạng 2, "3-я степ" cho hạng 3 và "4 -я степ "cho hạng 4.
Thập tự hạng 1 và hạng 2 được làm bằng bạc mạ vàng, hạng 3 và hạng 4 được làm bằng bạc. Tất cả bốn hạng Thập tự đều được treo trên dải băng moiré lụa rộng 24mm chồng lên nhau mang biểu trưng của Thánh Georgy, xếp hình ngũ giác tiêu chuẩn của Nga. Một chiếc nơ làm bằng cùng một dải ruy băng được dán vào Thập tự hạng 1 và hạng 3 để phân biệt chúng với các Thập tự hạng 2 và hạng 4.

Khi không đeo Thập tự, một thanh ruy băng sẽ được đeo trên quân phục. Thanh ruy-băng cao 8mm x rộng 24mm, có chữ số La Mã bằng kim loại màu vàng cao 7mm thể hiện bậc của giải thưởng. 

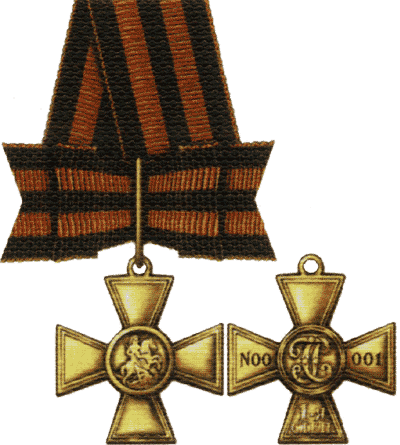
Thập tự Georgy hạng 1
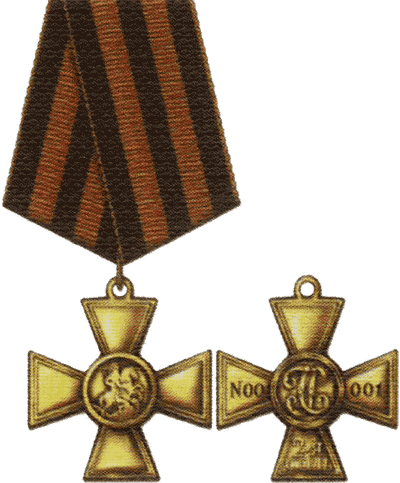
Thập tự Georgy hạng 2
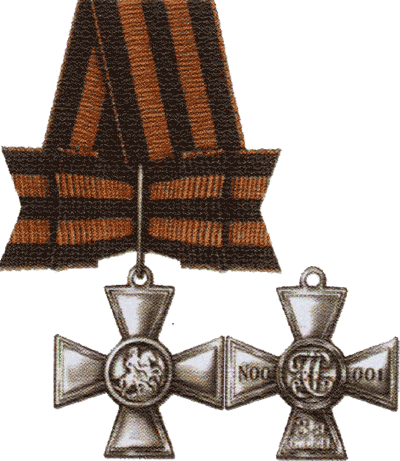
Thập tự Georgy hạng 3
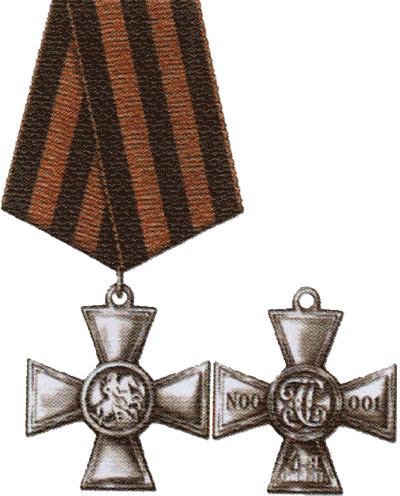
Thập tự Georgy hạng 4

Thanh ruy-băng cho Thập tự Georgy hạng 1
Thanh ruy-băng cho Thập tự Georgy hạng 2
Thanh ruy-băng cho Thập tự Georgy hạng 3
Thanh ruy-băng cho Thập tự Georgy hạng 4